# Joaquín Abarca
Joaquín Abarca y Blanque (* 22. Mai 1778 in Huesca (Aragonien); † 21. Juni 1844 in Lanzo bei Turin) war ein spanischer Prälat. Er amtierte seit 1824 als Bischof von León und gehörte später während des Ersten Carlistenkrieges (1833–1840) zu den führenden Anhängern des spanischen Thronprätendenten Don Carlos.

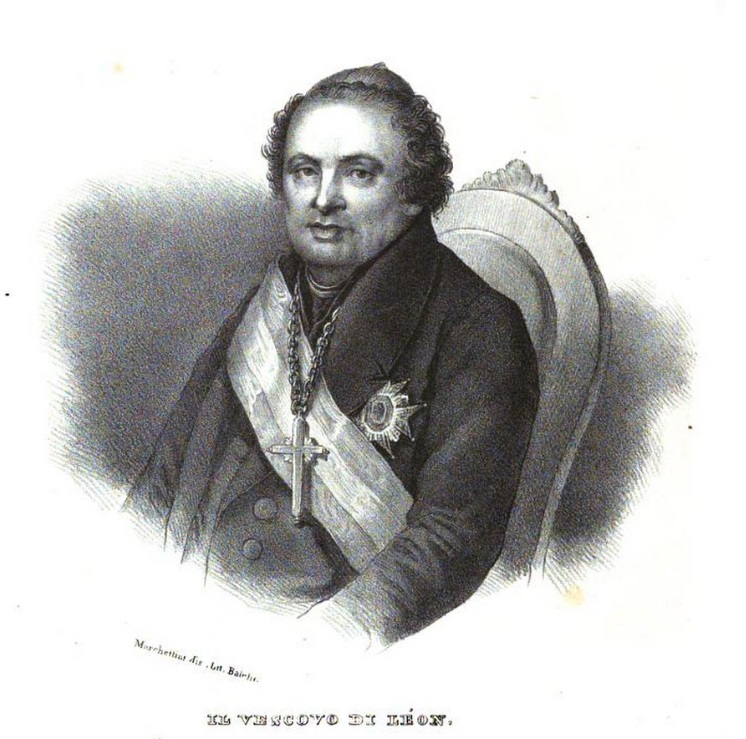
Joaquín Abarca (um 1837)

## Leben
Joaquín Abarca y Blanque studierte Rechtswissenschaften an der Universität Saragossa, promovierte im Zivil- und Kirchenrecht und wurde Anwalt in Saragossa. Dann trat er in den geistlichen Stand und fungierte als Offizial der Diözese Huesca. 1820 gehörte er zu jenen Klerikern, die gegen die Wiederinkraftsetzung der liberalen Konstitution von 1812 eintraten. Er war ein Verfechter des absoluten Königtums und musste deshalb 1822 nach Frankreich fliehen. Nach der Wiederherstellung der absoluten Monarchie in Spanien wurde er von König Ferdinand VII. zurückgerufen. Der spanische Herrscher belohnte ihn mit einer Pfründe in Tarazona und ernannte ihn 1824 zum Bischof von León sowie 1826 zum Mitglied des Staatsrates. Sechs Jahre lang war Abarca ein wichtiger Berater des Königs.
Infolge der Änderung des Thronfolgegesetzes zugunsten von Ferdinands Tochter Isabella II.  verließ Abarca die Partei Ferdinands VII. und ging zu dessen jüngerem Bruder Don Carlos über. Er wurde aus der Hauptstadt verbannt und blieb bis zum Tod des Königs (1833) in seinem Kirchensprengel. Danach rief er zur Rebellion gegen die Regierung Maria Christinas auf, nahm an den carlistischen Aufständen in Vitoria und Logroño teil, ging dann zu Don Carlos nach Portugal und begleitete diesen von da nach England. Hier vertrat er die Interessen des bald nach Spanien zurückkehrenden Prätendenten. 1836 wurde er nahe Bordeaux, wo er sich Waffen hatte beschaffen wollen, auf Anordnung der französischen Regierung verhaftet und zur deutschen Grenze gebracht. Er ging daraufhin nach Frankfurt, wo er einige Monate lebte. Dann begab er sich nach London, ließ sich von den Tories bedeutende finanzielle Mitteln vorschießen, folgte mit diesen ausgestattet Don Carlos in die baskischen Provinzen nach und trat 1837 an die Spitze des carlistischen Ministeriums. Papst Gregor XVI. hatte ihn durch ein am 20. August 1836 erlassenes Dekret zum Kirchenführer in den von den Carlisten beherrschten Gebieten ernannt. Abarca half dem Prätendenten bei der Organisation der Armee und kümmerte sich um die diplomatische Korrespondenz mit den Höfen anderer europäischer Staaten. Er fiel aber schließlich bei Don Carlos in Ungnade, musste gegen Ende des Ersten Carlistenkrieges Spanien 1839 verlassen und begab sich nach Frankreich. Dort konnte er ebenfalls nicht bleiben und ging nach Italien. Er zog sich in ein Karmeliterkloster zu Lanzo bei Turin zurück, wo er 1844 starb.